# بوتنویزن
بوتنویزن (به آلمانی: Buttenwiesen) یک شهر در آلمان است که در بایرن واقع شده‌است.

## خصوصیات
بوتنویزن ۵۹٫۴۹ کیلومترمربع مساحت دارد ۴۱۵ متر بالاتر از سطح دریا واقع شده‌است.